# 卡庞杜利昂
卡庞杜利昂是巴西南大河州的一个市镇。总面积785.374平方公里，总人口23605人，人口密度30.1人/平方公里。